# 北極潑猴
北極潑猴（英語：Arctic Monkeys）是組來自英國雪菲爾的另類搖滾樂團。樂團成立於2002年，團員有主唱兼吉他手 Alex Turner、吉他手Jamie Cook、貝斯手Nick O'Malley與鼓手Matt Helders。
北極潑猴以第二張單曲《I Bet You Look Good on the Dancefloor》登上英國單曲榜冠軍，成功贏得眾人注目。首張專輯《就是屌》在2006年1月發行，刷新英国音樂史上銷售量最高的首張專輯紀錄，專輯目前依然是英國銷售量最高的樂團首張專輯，超越綠洲合唱團的《絕對可能》所保持的紀錄。《就是屌》贏得了2006年水星音樂獎與2007年全英音樂獎「最佳英國專輯」，另也獲得葛萊美獎「最佳另類音樂專輯」提名，但最後敗給奈爾斯·巴克利（Gnarls Barkley）的《何方神聖》（St. Elsewhere）專輯。北極潑猴第二張專輯《夜來夜屌》在2007年4月23日發行，首周銷售量突破225,000張，並獲2007年水星音樂獎提名。他們也拿下了2008年全英音樂獎的「最佳英國專輯」與「最佳英國團體」兩項大獎。
北極潑猴可以說是最早透過網際網路（歌迷網站而非樂團網站）吸引公眾注意的藝人之一，評論家也暗示這可能會改變新樂團的宣傳與行銷方式。樂團目前是獨立唱片公司多米諾唱片（Domino Records）旗下藝人。2014年8月24日樂團於AM tour的最終場時宣佈他們將休息一段時間。

## 批評與爭議
北極潑猴受到了許多媒體的評論，這些評論不僅包圍著樂團，也促成了樂團的成功。批評者認為他們是一系列被過度宣傳的「《NME》樂團」之一。北極潑猴在首張專輯發行三個月後推出EP《Who the Fuck Are Arctic Monkeys》，但遭到部分人批評，認為他們「想賺錢」、「利用本身的成功」。樂團反駁說，他們定期推出新音樂，是避免「花三年時間宣傳一張專輯」的「無趣」。
《就是屌》的唱片封面是他們的好友 Chris McClure 正在抽雪茄的相片，被蘇格蘭的國家衛生署（National Health Service）長官批評為「強化抽菸是OK的想法」。CD上的圖是一個充滿雪茄的菸灰缸。樂團的經紀人否認這項指控，並認為相反：「你可以在圖中看見，抽菸不是給他一個好的世界」。
樂團在2008年全英音樂獎的混亂表現遭到批評。當他們接下英國最佳專輯時，他們開了一個關於 BRIT School 的玩笑。就讀該所學校的學生將有機會成為這裡的觀眾。全英音樂獎非常支持該校，北極潑猴來自雪菲爾，並沒有前往就讀。但他們當晚嘲笑先前在得獎感言中感謝皇室與 BRIT School、並且是該校校友的得獎者愛黛兒和凱特·娜許。這段談話遭到英國獨立電視台刪減。
前流行尖端鍵盤手 Alan Wilder 在《Side-Line》雜誌談論目前的音樂產業情況。他用北極潑猴作為例子，批評現代錄音科技對於動態範圍壓縮的使用，稱《I Bet You Look Good on the Dancefloor》這首歌是「最糟糕、膚淺噪音的轟炸」。

## 音樂型態

### 音樂影響
北極潑猴受到了披頭四、衝擊合唱團、史密斯樂團、石玫瑰等經典英國樂團的影響，並且塑造出樂團的基礎，但他們對於走出自己音樂的渴望、主唱 Alex Turner 兼容並蓄的音樂品味、與對60年代音樂的喜愛，給予樂團各種不同的影響。
《就是屌》被稱為是典型英式獨立唱片，如同其他同類型樂團，受到鼓擊樂團（The Strokes）首張專輯《Is This It》
以及時間雖短但十分有影響力的放蕩樂團的影響。主唱 Alex Turner 的歌詞風格也融合了莫里西、賈維斯·卡克與艾維斯·卡斯提洛（Elvis Costello）等人的特色。
接下來的《夜來夜屌》專輯，樂團試圖打造出更為黑暗、更為難忘的音樂，使用了吉他效果器、風琴，而新貝斯手 Nick O'Malley 所帶來的影響可在《Do Me A Favour》和《505》等歌曲中發現。《If You Were There, Beware》與《Brianstorm》兩首歌曲則可聽見石器時代女王（Queens of the Stone Age）的影響。Matt Helders 表示所有團員從組團起就都是石器時代女王的歌迷，還在青少年時期學會演奏他們的《心靈之歌》（Songs for the Deaf）專輯。北極潑猴也試著在《夜來夜屌》的B面單曲中放入更「重」的音樂。
2008年8月，樂團宣布將在石器時代女王靈魂人物 Josh Homme 監製下進行第三張專輯錄音工作。樂團承認可能受到 Homme 的影響，會聽奶油合唱團和吉米·罕醉克斯的唱片消磨時間。在早期《騙肖ㄟ》的訪談中，記者提到了一些與門戶合唱團、石器時代女王與尼克·凱夫（Nick Cave）的相似之處。樂團在2009年1月的澳洲巡迴中曾演唱尼克·凱夫的歌曲《Red Right Hand》獻給澳洲聽眾。
2013年的《AM》專輯，他們繼承著psychedelic、blues rock、hard rock的搖滾根源，也有hip hop與R&B的元素，從而全然走出昔日的車庫搖滾框架。唱片內有12首新作。封面設計簡潔有型，概念是源自他們很敬佩的前輩組合地下絲絨在1985年推出的"VU"。
2018年的《Tranquility Base Hotel‭ & ‬Casino》專輯由主唱 Alex Turner 與 James Ford 一同製作，Arctic Monkeys 延續著多樣性的曲風實驗，相信此次脫胎換骨的音樂風格會讓不少歌迷大吃一驚。而在首波單曲《Four Out Of Five》MV 中更有著 Stanley Kubrick 的電影風格，體現著 AM 大膽與瘋狂的招牌作風。
2022年的 Arctic Monkeys 專輯《The Car》不同於《Tranquility Base Hotel & Casino》，歌詞以太空時代為靈感、作風前衛，和發展以鋼琴為主導的器樂。專輯一共有 10 首歌，與製作人 James Ford 延續一直以來的合作，編曲加入大量的弦樂元素，聲線更為成熟穩重，講述了迷失、盼望、愛戀的不同狀態，比起之前專輯更加偏向復古路線的同時保持摩登特色。在《The Car》可以發現 Arctic Monkeys 在一個全新華麗的音樂環境中狂奔，並包含主唱 Alex Turner 職業生涯中最豐富、最有價值的人聲表演。
Alex Turner 在接受《The Big Issue》採訪時表示，科幻小說並不在《The Car》的討論範圍內，「我們回到了地球。」他透露這張唱片整體上表現出更具動態的聲音變化，聚焦弦樂的進場與退場是一種深思熟慮過後的舉動，他們希望所有元素都有各自的空間，「有時間讓樂團往前走，然後弦樂再走到前面。」
Blur 的主唱 Damon Albarn 說: Arctic Monkeys 為“最後一個偉大的吉他樂隊”。「我覺得吉他音樂再次變得更加令人興奮，這並不是一件壞事，因為它變得如此乏味」他說。
“對我來說，最後一支偉大的吉他樂隊是 Arctic Monkeys，我真的不知道從那時起是否還有比這更好的樂隊。”
前 Oasis 成員 Noel Gallagher 亦提及到Arctic Monkeys 是英國最後一支偉大的吉他音樂樂隊。

### 歌詞
北極潑猴單曲中的歌詞常常提到有關評論Chav、獨立音樂等文化的社會現實主義，代表歌曲有《A Certain Romance》；以及對於勞動階級生活的觀察，代表歌曲有《When the Sun Goes Down》，被稱為是首「詼諧、辛辣、關於雪菲爾 Neepsend 地區賣淫的歌曲」。根據歌詞風格，北極潑猴常被人與街頭小子（The Streets）的饒舌歌手 Mike Skinner、擅長結合具觀察力的歌詞與詼諧的早期藝人莫里西和賈維斯·卡克等人相比。
Turner 的唱腔有著濃厚的約克夏口音，像是「something」縮短為（summat）（IPA: /sumʌt/）、用「dun't」（IPA: /dʌnt/）取代「don't」、「were」取代「was」、「ent」取代「isn't」、用「owt」和「nowt」取代「anything」和「nothing」、「reight」取代「right」（意思為「非常」）、還有約克夏口語用法如「mardy」代表「grumpy、difficult、unpredictable、spoiled」、「got the face on」代表「in a bad mood」。他們的歌曲也常提及流行文化：《就是屌》提到了羅密歐與茱麗葉、警察合唱團的歌曲《Roxanne》、電視影集《Some Mothers Do 'Ave 'Em》中的角色 Frank Spencer，讓一名記者認為樂團對於80年代流行文化有著「復古未來主義式的迷戀」。
北極潑猴曾兩度在歌詞中參照杜蘭杜蘭。第一次是《就是屌》中的歌曲《I Bet You Look Good On The Dancefloor》（「Your name isn't Rio, but I don't care for sand」參照自歌曲《Rio》），第二次是歌曲《Teddy Picker》（「Save it for the morning after」是來自歌曲《Save A Prayer》）。

### 現場表演

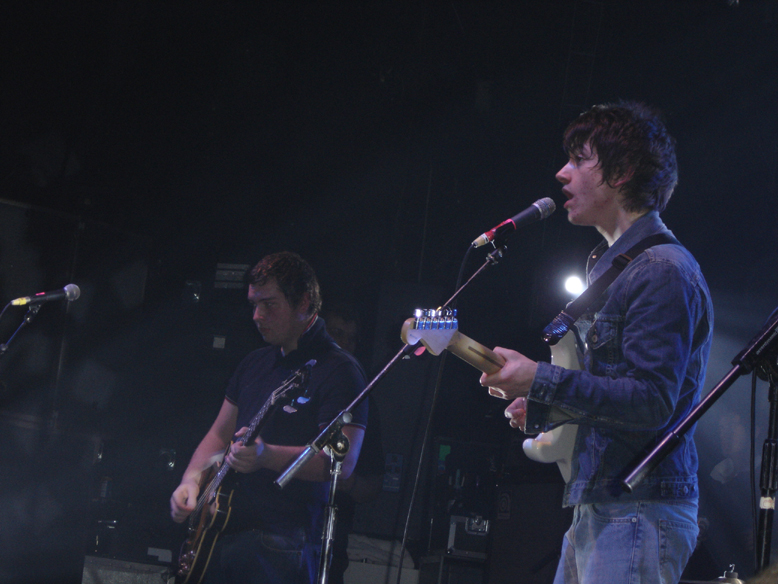
北極潑猴在「NME Tours」的演出。

北極潑猴以演唱會中的獨自演唱性質與歌迷參與而聞名。不過，他們的表演有時也遭到評論家的批評。例如，《NME》將雷丁音樂季（Reading Festival）中，使用多種煙火、燈光效果的繆斯樂團，以及緊接之後表演的北極潑猴相比，認為「相對於繆斯在全部的閃光、煙霧、煙火等安排下，北極潑猴只簡單的在舞台上散步，連禮貌性的展示背景布幕都沒有」，更認為他們太過「自覺」，無法成為「他們有能力成為的搖滾巨星」。
北極潑猴成為2007年6月22日格拉斯頓伯里當代表演藝術節的頭號樂團，精彩片段由英國廣播公司第二台轉播。在表演當中，他們與迪利·瑞斯可（Dizzee Rascal）一同表演，並翻唱雪莉·貝西（Shirley Bassey）的歌曲《Diamonds Are Forever》。他們也參與了2007年9月的 Austin City Limits Music Festival。2007年6月19日與20日，樂團在卡地夫國際競技場（Cardiff International Arena）舉辦兩場演唱會，由當地的好友 Reverend and the Makers 樂團擔任暖場樂團。2007年12月8日與9日，他們在倫敦亞歷山大皇宮（Alexandra Palace）舉行兩場演唱會。
北極潑猴在2009年成為雷丁音樂季、里茲音樂季（Leeds Festival）的頭號樂團，他們還通知歌迷，在新單曲《Crying Lightning》中將有兩份單曲有免費門票。他們也是塞爾維亞「Exit festival」第一晚的頭號樂團。他們還將與怪獸男孩（Beastie Boys）、酷玩樂團一同參加 Osheaga Festival。

## 政治
由於北極潑猴在英國的高人氣，因此常被引用進政治人物或記者的演講或文章中。2006年5月，當時的財政大臣戈登·布朗在與《新女性》雜誌（New Woman）的專訪中表示，他每天都聽北極潑猴的音樂：「（他們）真的能在早晨將你叫起」，雖然之後的專訪他都無法講出任何一首歌名。這後來被記述為錯誤引用。布朗在隨後的訪談中澄清，他並不是真的喜歡他們。他說她是單純的表示他們能在早上把你叫起。接著他在2006年工黨大會討論有關全球暖化時開玩笑的表示他「對北極圈的未來比對北極潑猴的未來更有興趣」。之後自由民主黨領袖曼席斯·坎貝爾（Menzies Campbell）也在2006年自由民主黨黨大會中提及北極潑猴，誤稱他們唱片銷售量超越了披頭四，引起許多媒體的嘲笑。
鼓手 Helders 與貝斯手 O'Malley 在2007年表達了對於活樂地球演唱會的懷疑。他們表示，以他們的年紀似乎是要讓人「領情」，而且人們在氣候變遷議題上應該重視專家，而不是音樂人。他們也表示大量浪費能源的活樂地球演唱會是種偽善。

## 音樂作品

### 錄音室專輯
- 2006年：《就是屌》（Whatever People Say I Am, That's What I'm Not）
- 2007年：《無盡夢魘》（Favourite Worst Nightmare）
- 2009年：《騙肖ㄟ》（Humbug）
- 2011年：《好戲在後頭》（Suck It And See）
- 2013年：《晨操》（AM）
- 2018年：《靜海基地娛樂》（Tranquility Base Hotel & Casino）
- 2022年：The Car

## 獲獎紀錄
自2006年首張專輯《就是屌》以來，北極潑猴已獲得38次提名並贏得24座獎項。重要的獎項有2006年水星音樂獎、2007年 Ivor Novello 音樂獎、以及2008年全英音樂獎「最佳英國專輯」與「最佳英國團體」。他們還獲得11項新音樂快遞音樂獎與3座Q雜誌音樂獎，並獲第49屆葛萊美獎兩項提名。

## 外部連結
- 官方网站
- Arctic Monkeys的MySpace主頁